# San Juan Coatzóspam
San Juan Coatzóspam är en kommun i Mexiko.   Den ligger i delstaten Oaxaca, i den sydöstra delen av landet, 290 km sydost om huvudstaden Mexico City.
Följande samhällen finns i San Juan Coatzóspam:
- San Isidro
- Agua Español
- Loma de la Plaza